# Epacrideae
Epacrideae, tribus  vrjesovki, dio potporodice Epacridoideae. Opisan je 1829. godine. Pripada mu 3 roda, od kojih su dva isključivo iz Australije i jedan iz Novog Zelanda (oba otoka) i Australije.

## Rodovi
1. Epacris Cav.
2. Lysinema R.Br.
3. Woollsia F.Muell.